# خوليو سيغوندو
خوليو سيغوندو (26 سبتمبر 1993 ببنما في بنما - ) هو لاعب كرة قدم يوناني في مركز الوسط. شارك مع منتخب بنما تحت 17 سنة لكرة القدم ومنتخب بنما تحت 20 سنة لكرة القدم. أما مع النوادي، فقد لعب مع نادي سكونتو وVeria F.C. ‏ وSan Francisco F.C. ‏ وC.A. Independiente de La Chorrera ‏ وسبورت بويز.

## وصلات خارجية
- خوليو سيغوندو على موقع إي إس بي إن إف سي (الإنجليزية)
- خوليو سيغوندو على موقع قاعدة بيانات كرة القدم.إي يو (الإنجليزية)
- خوليو سيغوندو على موقع Soccerbase.com (لاعب) (الإنجليزية)
- خوليو سيغوندو على موقع Soccerway.com (الإنجليزية)
- خوليو سيغوندو على موقع عالم كرة القدم.نت (الإنجليزية)